# Montagnes Karataou
Les montagnes Karataou (en kazakh : Қаратау, en russe : Каратау, « montagne Noire » en kazakh) sont situées dans le Sud du Kazakhstan, juste au nord du fleuve Syr-Daria. Elles présentent une géomorphologie unique et une géologie variée, des sites archéologiques de pierre nombreuses qui représentent les nombreuses étapes de l'évolution culturelle du début du Paléolithique jusqu'au Néolithique.

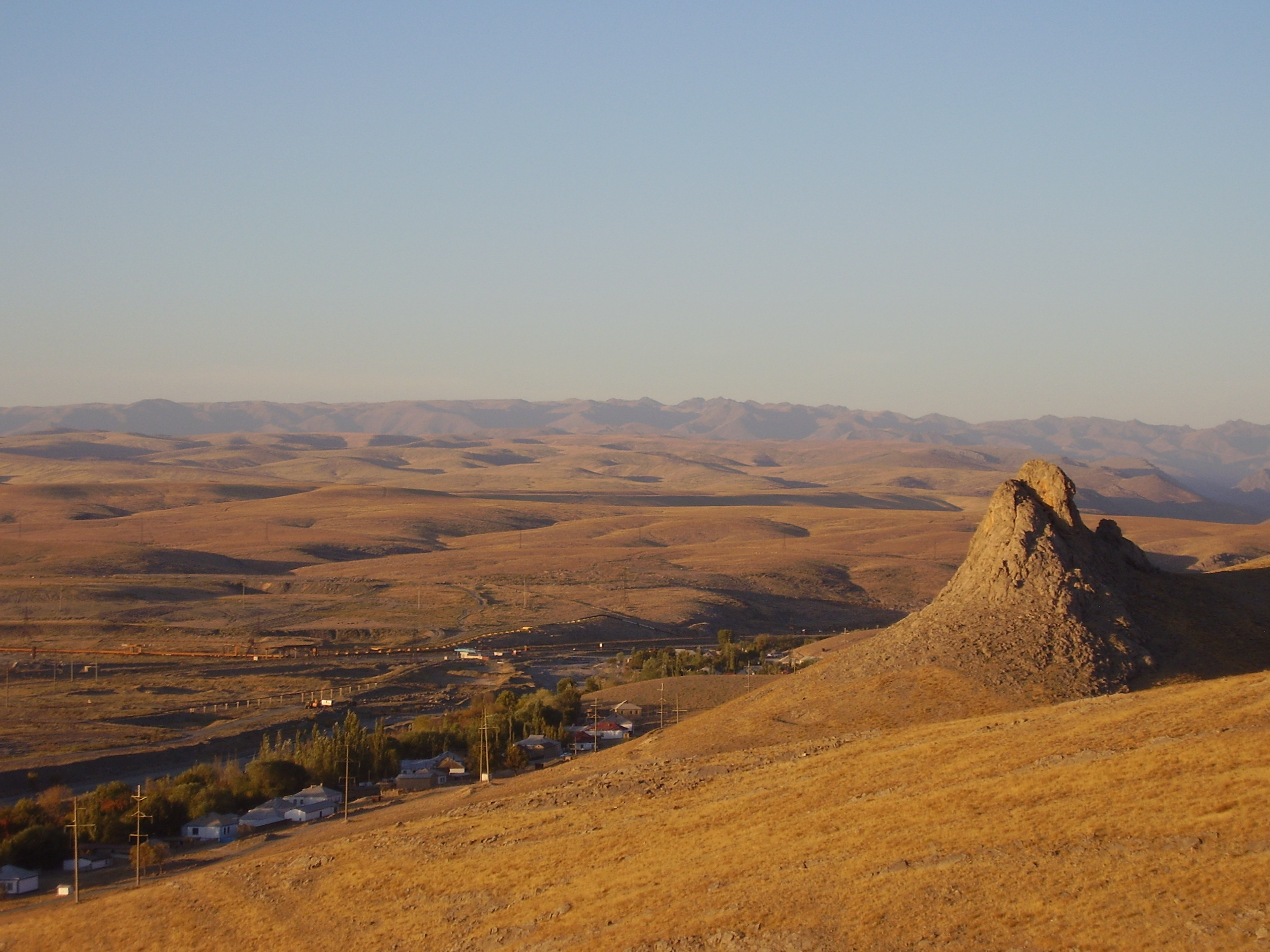
Vue des montagnes Karataou dans la région de Kentaou.

## Classement
Le site a été ajouté sur la liste indicative de l'UNESCO au patrimoine mondial culturel le 24 septembre 1998 et classé réserve de biosphère en juin 2017.